# 오펜하이머 (영화)
《오펜하이머》(영어: Oppenheimer)는 맨해튼 프로젝트를 주도하여 세계 최초로 핵무기를 개발하는데 큰 기여를 한 미국의 이론 물리학자 J. 로버트 오펜하이머의 전기를 그린 영화다. 2023년에 개봉되었으며 크리스토퍼 놀란이 감독하였다. '원자 폭탄의 아버지'로도 불리는 J. 로버트 오펜하이머의 역은 킬리언 머피가 맡았다.
2024년 2월 18일, 런던에서 개최된 제77회 영국아카데미(BAFTA)에서 작품상, 감독상, 남우주연상 등 7개 부분의 상을 받았다. 한국에는 2023년 8월 15일에 개봉되었으며 총 관객수는 323만명을 기록하였다.
제96회 아카데미 시상식에서 남우조연상(로버트 다우니 주니어),편집상(제니퍼 레임), 촬영상(호이터 판호이테마), 음악상(루드비그 예란손), 남우주연상(킬리언 머피), 감독상(크리스토퍼 놀런), 작품상을 수상하였다.

## 줄거리
"Now I am become Death, the destroyer of worlds."
"나는 이제 죽음이요, 세상의 파괴자가 되었다."
세상을 구하기 위해 세상을 파괴할 위험을 감수해야 하는 천재 과학자의 핵개발 프로젝트를 다룬 작품이다. 원자폭탄의 아버지라는 미국의 물리학자‘J. 로버트 오펜하이머’의 실제 전기를 다루었다. 제2차 세계대전 당시 핵무기 개발을 위해 진행되었던 비밀 프로젝트 ‘맨해튼 프로젝트’를 주도하며 원자폭탄을 개발한 역사적 내용이 담겨져있다. 핵폭발 장면과 함께 Prometheus stole fire from the gods and gave it to man.
For this he was chained to a rock and tortured for eternity.라는 문구가 뜨면서 영화가 시작된다. 오펜하이머의 생애가 광물을 수집하는 취미가 핵개발의 영감을 얻었던 경험과 맨해튼 프로젝트를 시작하게 되는 청년시절, 원자력 협회에서 벌어졌던 오펜하이머 청문회, 루이스 스트로스 제독의 인사청문회 이렇게 세 개의 시간대로 영화가 진행된다.
또한 오펜하이머의 이야기 파트는 관점의 차이를 보여주는 컬러파트(핵분열)와 흑백 파트(핵융합)로 나뉘어 핵분열은 원자폭탄의 원리로, 핵융합은 수소폭탄의 원리로 교차되며 영화가 진행된다. 핵무기 회의론자가 되어 매카시즘(McCarthyism), 미국 원자력위원회 의장 루이스 스트로스의 희생양이 되었던 그를 둘러싼 편견과 불공정에 몰락해가는 과정을 그린다.

## 개봉

### 마케팅
《오펜하이머》의 티저 예고편은 2022년 7월 28일에 공개되었는데, 이는 원자 무기의 첫 번째 폭발 78주년인 2023년 7월 16일 오전 5시 29분(MDT)까지 실시간 카운트다운을 특징으로 하고 있으며, 유니버설의 소셜 미디어 프로필에 온라인으로 게시되기 전에 《놉》의 상영으로 처음 공개되었다. 《엠파이어》는 이는 놀란 스타일의 "머리가 아프고, 실제 무게감이 있는 물건을 음미하는" 것을 예시한다고 논평했다. 2022년 12월, 이 영화를 위한 두 개의 예고편이 《아바타: 물의 길》 앞에서 처음 공개되었으며, 하나는 IMAX 극장 전용이고 다른 하나는 다른 모든 형식으로 상영되었다. 후자는 결국 온라인으로 공개되었다. 2023년 5월, 공식 메인 예고편이 《가디언즈 오브 갤럭시: Volume 3》의 프리뷰 상영 중에 첫 선을 보였다. 이후 극장 개봉 포스터와 함께 2023년 5월 8일 대중에게 공개되었다.

### 대한민국
《오펜하이머》는 미국에서 2023년 7월 21일에, 대한민국에서는 같은 해 8월 15일(광복절)에 개봉되었다. 영화의 대한민국 국내 배급을 맡은 UPI 코리아의 관계자는 《중앙일보》의 질문에 "가장 많은 사람이 볼 수 있는 징검다리 연휴를 택했을 뿐"이라는 입장을 내놨다. 《중앙일보》는 같은 기사에서 미국 영화 《미션 임파서블: 데드 레코닝 PART ONE》 이후로 대한민국 영화 《밀수》, 《더 문》, 《콘크리트 유토피아》로 이어지는 대한민국 국내 IMAX 상영관의 영화 상영 일정이 고려됐다는 후문도 전했다.

## 출연진
- 킬리언 머피 - J. 로버트 오펜하이머 역
- 에밀리 블런트 - 캐서린 "키티" 오펜하이머 역
- 로버트 다우니 주니어 - 루이스 스트로스 역
- 맷 데이먼 - 레슬리 그로브스 대령 역
- 플로렌스 퓨 - 진 태틀록 역
- 조시 하트넷 - 어니스트 로런스 역
- 케이시 애플렉 - 보리스 패시 역
- 라미 말렉 - 데이비드 힐 역
- 케네스 브래나 - 닐스 보어 역
- 베니 사프디 - 에드워드 텔러 역
- 제이슨 클라크 - 로저 로브 역
- 딜런 아널드 - 프랭크 오펜하이머 역
- 데인 더한 - 케네스 니컬스 중령 역
- 잭 퀘이드 - 리처드 파인만 역
- 톰 콘티 - 알베르트 아인슈타인 역
- 제임스 다시 - 패트릭 블래킷 역
- 데이비드 더스트몰치언 - 윌리엄 보든 역
- 올든 에런라이크 - 스트로스 보좌관 역
- 토니 골드윈 - 고든 그레이 역
- 제퍼슨 홀 - 호콘 슈발리에 역
- 데이비드 크럼홀츠 - 이지도어 "이지" 라비 역
- 매슈 모딘 - 버니바 부시 역
- 스콧 그라임스 - 스트로스 보좌관 역
- 커트 켈러 - 토머스 A. 모건 역
- 조지 가원스 - 워드 V. 에번스 역
- 메이컨 블레어 - 로이드 K. 개리슨 역
- 해리 그레이너 - 게일 W. 맥기 상원의원 역
- 그레고리 지바라 - 워런 매그너슨 상원의원 역
- 팀 디케이 - 존 패스토어 상원의원 역
- 마티아스 슈바이크회퍼 - 베르너 하이젠베르크 역
- 알렉스 울프 - 루이스 월터 앨버레즈 역
- 조시 저커먼 - 조반니 로시 로마니츠 역
- 로리 킨 - 하틀런드 스나이더 역
- 마이클 안가라노 - 로버트 서버 역
- 에마 듀몬트 - 재키 오펜하이머 역
- 가이 버넷 - 조지 엘턴튼 역
- 루이즈 롬바드 - 루스 톨먼 역
- 올리 하스키비 - 에드워드 콘던 역
- 도널드 리스달 - 도널드 호니그 역
- 조시 펙 - 케네스 베인브리지 역
- 잭 퀘이드 - 리처드 파인먼 역
- 구스타프 스카르스고르드 - 한스 베테 역
- 제임스 어배니액 - 쿠르트 괴델 역
- 트론 페우사 - 조지 키스티어카우스키 역
- 데번 보스틱 - 세스 네더마이어 역
- 대니 데페라리 - 엔리코 페르미 역
- 크리스토퍼 데넘 - 클라우스 푹스 역
- 제시카 에린 마틴 - 샬럿 서버 역
- 로널드 오거스트 - J. 어니스트 윌킨스 주니어 역
- 마테 하우만 - 레오 실라르드 역
- 올리비아 설비 - 릴리 호니그 역
- 잭 커트모어스콧 - 라이얼 존슨
- 해리슨 길버트슨 - 필립 모리슨 역
- 제임스 리마 - 헨리 L. 스팀슨 역
- 윌 로버츠 - 조지 C. 마셜 역
- 팻 스키퍼 - 제임스 L. 번스 역
- 게리 올드먼 - 해리 S. 트루먼 대통령 역
- 햅 로런스 - 린든 B. 존슨 대통령 역

## 평가

### 박스오피스
2023년 10월 2일 기준, 《오펜하이머》는 미국과 캐나다에서 3억 2,250만 달러, 기타 지역에서 6억 1,130만 달러의 수익을 올리며 전 세계적으로 총 9억 3,390만 달러의 수익을 올렸다. 이 영화는 《조커》 (2019년)에 이어 역대 두 번째로 높은 수익을 올린 R-등급 영화이다. 2023년 9월, 《오펜하이머》는 《보헤미안 랩소디》 (2018년)를 제치고 역대 가장 높은 수익을 올린 전기 영화가 되었다.
2023년 8월까지 《오펜하이머》는 국내 박스오피스에서 1위에 오르지 못한 가장 높은 수익을 올린 영화가 되었지만, 여섯 번째 주말에 총 3,812만 달러로 전 세계 박스오피스 1위를 차지하며 처음으로 《바비》를 넘어섰다. 이 영화는 또한 《덩케르크》 (2017년)를 능가하는 제2차 세계 대전 관련 영화 중 가장 높은 수익을 올린 영화이다. 또한 《오펜하이머》는 1억 7,600만 달러(총 수익의 약 20%)를 벌어들이며 IMAX 70mm 인쇄물을 보여주는 30개 스크린에서 1,700만 달러 이상을 벌어들이며 IMAX 최고 수익을 올린 5개 영화 중 하나가까이 《오펜하이머》는 IMAX 70mm 인쇄물을 보여주는 30개 스크린에서 1,700만 달러 이상을 벌어들였다.